# Scyllarus subarctus
Scyllarus subarctus is een tienpotigensoort uit de familie van de Scyllaridae. De wetenschappelijke naam van de soort is voor het eerst geldig gepubliceerd in 1970 door Crosnier.